# Estanislao Esteban Karlic

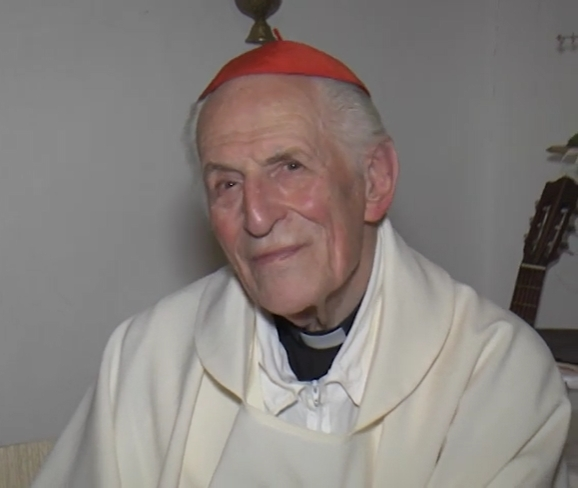
Estanislao Esteban Kardinal Karlic (2019)

Kardinalswappen

Estanislao Esteban Kardinal Karlic (* 7. Februar 1926 in Oliva in der Provinz Córdoba, Argentinien; † 8. August 2025 in Paraná) war  römisch-katholischer Erzbischof von Paraná.

## Leben

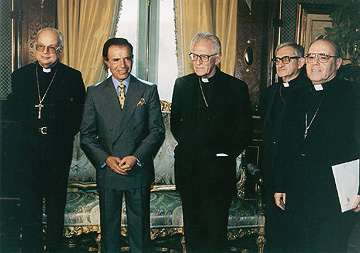
Die Argentinische Bischofskonferenz mit ihrem Präsidenten Erzbischof Karlic (3.v.r.) bei Staatspräsident Carlos Menem (Mitte), 1996

Estanislao Esteban Karlic, Sohn einer kroatischen Einwandererfamilie, trat 1947 ins Priesterseminar ein und studierte von 1948 bis 1954 an der Päpstlichen Universität Gregoriana in Rom Philosophie und Theologie. Er empfing am 8. Dezember 1954 das Sakrament der Priesterweihe. Er war von 1955 bis 1963 Dozent am Priesterseminar in Córdoba. 1964 wurde er an der Gregoriana promoviert und war anschließend Theologieprofessor an der Universidad Católica de Córdoba in Córdoba.
Am 6. Juni 1977 ernannte ihn Papst Paul VI. zum Titularbischof von Castrum und zum Weihbischof im Erzbistum Córdoba. Die Bischofsweihe empfing er am 15. August 1977 durch den Erzbischof von Córdoba, Raúl Francisco Kardinal Primatesta. Mitkonsekratoren waren Alfredo Guillermo Disandro, Weihbischof in Córdoba, und Cándido Genaro Rubiolo, Bischof des Bistums Villa María.
Am 19. Januar 1983 ernannte ihn Papst Johannes Paul II. zum Koadjutorerzbischof des Erzbistums Paraná. Die Amtseinführung fand am 20. März desselben Jahres statt. Mit dem Rücktritt Adolfo Tortolos am 1. April 1986 folgte er ihm als Erzbischof von Paraná nach.
Er engagierte sich in zahlreichen administrativen Aufgaben. Von 1996 bis 2002 war er Präsident der argentinischen Bischofskonferenz. Papst Johannes Paul II. nahm am 29. April 2003 Karlics Rücktrittsgesuch aus Altersgründen im 78. Lebensjahr an. 2004 wurde er mit der Ehrendoktorwürde der Päpstlichen Katholischen Universität von Argentinien ausgezeichnet. Karlic wurde in argentinischen Medien als Architekt des Dialogs zur Beendigung der Argentinien-Krise Anfang der 2000er-Jahre bezeichnet.
Am 24. November 2007 nahm ihn Papst Benedikt XVI. als Kardinalpriester mit der Titelkirche Beata Maria Vergine Addolorata a piazza Buenos Aires in das Kardinalskollegium auf. Da er zu diesem Zeitpunkt bereits das 80. Lebensjahr vollendet hatte, nahm Kardinal Karlic nach Benedikts Rücktritt nicht am Konklave 2013 teil. Seit dem Tod des Angolaners Alexandre do Nascimento am 28. September 2024 bis zur Kreierung des italienischen Kardinals Angelo Acerbi am 7. Dezember desselben Jahres war Karlic der älteste lebende Kardinal weltweit.
Am 10. Mai 2025 wurde Kardinal Karlic nach einem Herzstillstand in ein Krankenhaus eingeliefert, dort wurde ihm ein Herzschrittmacher eingesetzt. Zehn Tage nach seiner Einlieferung wurde er aus dem Krankenhaus entlassen und ins Priesterhaus Jesus Buen Pastor verlegt. Im August 2025 starb Karlic im Alter von 99 Jahren.